# Fällholmen

Fällholmen är en ö i östra Vänern. Ön har en fungerande fyr ursprungligen etablerad 1865  till hjälp för båtar på väg mot Sjötorp och Otterbäcken. Fyren automatiserades 1954.
Fällholmen ägs av Naturvårdsverket och förvaltas av Länsstyrelsen i Västra Götalands län, undantaget byggnaderna vilka ägs av Sjöfartsverket. Den gamla fyrvaktarbostaden med tillhörande ekonomibyggnader är öppna för besökare. Trots att ön är tämligen liten för att ha varit bebodd (cirka 0,05 km², omkrets ca 1 m600 m) finns här två hamnar, varav den ena är väl skyddad från vind från de flesta riktningar.
Sedan 1968 arrenderas Fällholmen inklusive byggnader av Amnehärads båtklubb.